# Alberto Sangiovanni Vincentelli
Alberto Luigi Sangiovanni Vincentelli (Milano, 23 giugno 1947) è un informatico e imprenditore italiano.
Dal 1976 è professore affiliato al Dipartimento di Ingegneria Elettrica e Informatica dell'Università della California - Berkeley . Mentre lavorava all'Università della California a Berkeley negli anni '80, ha cofondato Cadence Design Systems e Synopsys , due aziende EDA. Attualmente fa parte del consiglio di amministrazione di Cadence Design.

## Biografia
Alberto Luigi Sangiovanni Vincentelli è nato il 23 giugno 1947 a Milano, in Italia. Ha conseguito la laurea magistrale in ingegneria presso il Politecnico di Milano nel 1971, con specializzazione in ingegneria elettronica e informatica (EECS).

## Carriera
Dopo la laurea conseguita nel 1971 presso il Politecnico di Milano, Sangiovanni Vincentelli rimase all'università in qualità di professore incaricato. Nel 1976 si trasferì all'Università della California a Berkeley, dove entrò a far parte del Dipartimento di Ingegneria Elettrica e Informatica come full professor.
A Berkeley, rivolse rapidamente la sua attenzione alla parte più teorica dell'elettronica, progettando algoritmi di analisi numerica per la progettazione di circuiti.
Nel 1983, ha cofondato Solomon Design Automation (SDA), un'azienda di automazione della progettazione elettronica (EDA).
Nel 1987 Solomon Design Automation si fuse con ECAD e creò la società Cadence Design Systems.
Sempre nel 1987, Sangiovanni Vincentelli cofonda la società EDA Optimal Solutions Inc, che viene successivamente rinominata Synopsys.
Ricopre la carica di Edgar L. e Harold H. Buttner Chair presso il dipartimento di ingegneria elettrica e informatica di Berkeley, e da luglio 2019 è consulente speciale per l'imprenditorialità del rettore di ingegneria a Berkeley. Ha ricoperto inoltre numerosi incarichi di visiting teaching presso università italiane.

## Premi
Di seguito un elenco selezionato dei riconoscimenti conferiti ad Alberto Sangiovanni Vincentelli a partire dal 2024:
- 1995: Institute of Electrical and Electronics Engineers
- 2001: Premio Phil Kaufman
- 2009: Medaglia IEEE/RSE James Clerk Maxwell
- 2018: Premio ACM SIGDA per i risultati pionieristici
- 2023: Premio Fondazione BBVA Frontiere della Conoscenza